# 시리몽콘 싱마낫삭
시리몽콘 싱마낫삭(ศิริมงคล สิงห์มนัสศักดิ์, 1977년 3월 2일-) 또는 시리몽콘 싱왕차(Sirimongkol Singwangcha)은 타이 출신의 복싱 선수이다.

## 생애
키 173cm에 조금 작은 키지만, 강력한 실력을 자랑하고 있다. 1994년에 프로 무대로 전향을 하였다. 복싱 전적만 자그마치 56전 54승 2패에 무에타이 전적은 30전 이상을 보유하고 있다. K-1 칸 대회에 처음 출전할 때, 김한울을 KO로 꺾고, 두 번째로 출전할 때는 최종윤을 꺾었다. K-1 2008 아시아 맥스에서는 이수환과 연장까지의 접전 끝에 결국 근소한 차이로 판정패하게 된다.

### K-1 전적
- 3전 2승 1패(1 KO)

| 경기일자        | 상대   | 결과 | 내용        | 대회                                               |
| --------------- | ------ | ---- | ----------- | -------------------------------------------------- |
| 2008년 2월 24일 | 이수환 | 패   | 4R 연장판정 | K-1 Asia Max 2008 in seoul                         |
| 2007년 7월 21일 | 최종윤 | 승   | 3R 판정     | K-1 fighting network khan 2007 in seoul 세계대항전 |
| 2007년 2월 18일 | 김한울 | 승   | 3R 28초 KO  | K-1 fighting network khan 2007 in seoul            |

## 타이틀
- 레인저 담난 스타디움 미니 플라이급 챔피언（1992년）
- 초대 세계 복싱 연합 슈퍼 플라이급 챔피언（1995년 - 1996년)
- 1997년 WBC 밴터급 챔피언
- 2002년 WBC 슈퍼페더급 챔피언
- 제3대 아시아 복싱 평의회 슈퍼 페더급 챔피언（2007년 5월 10일 - 반상）
- 제10대 팬아시아 복싱협회 슈퍼 라이트급 챔피언（2007년 12월 21일 획득）